# Maximilian Franz von Österreich

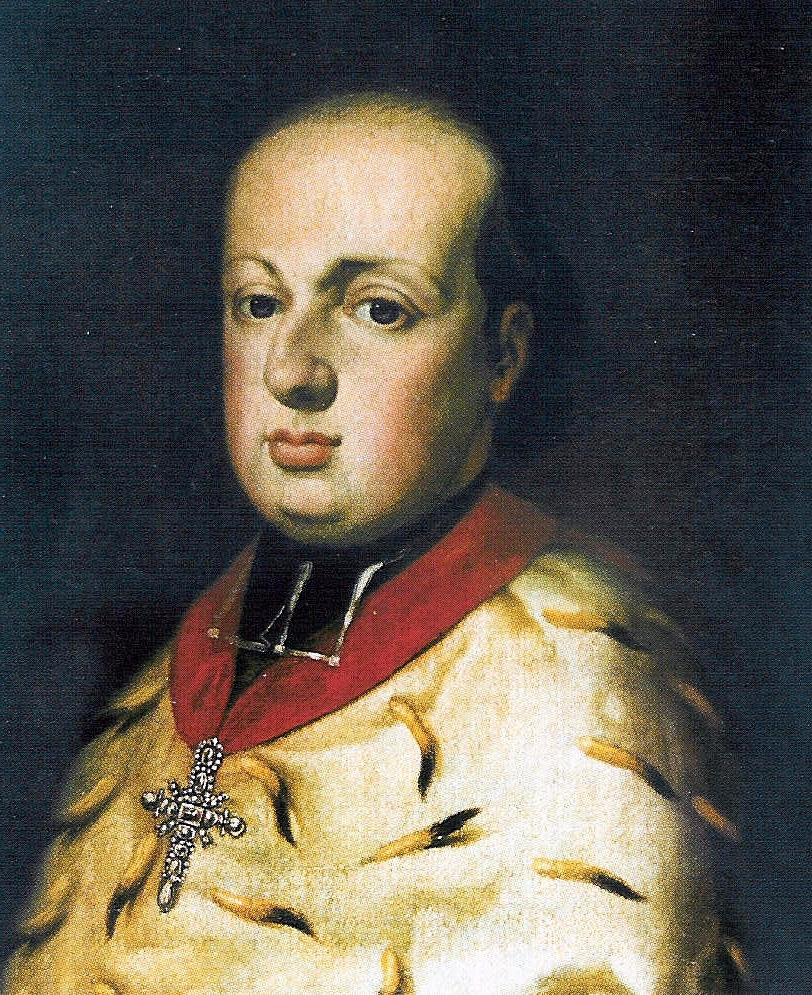
Maximilian Franz (1756–1801)

Maximilian Franz Xaver Joseph Johann Anton de Paula Wenzel von Österreich (* 8. Dezember 1756 in Wien; † 26. Juli 1801 in Hetzendorf bei Wien), als österreichischer Erzherzog Maximilian II. Franz, war seit 1780 Hochmeister des Deutschen Ordens und von 1784 bis 1801 Kurfürst und Erzbischof von Köln sowie Fürstbischof von Münster. Er war von der Aufklärung beeinflusst und suchte in verschiedenen Politikfeldern Reformen durchzusetzen. Im Zuge des ersten Koalitionskrieges wurden seine linksrheinischen Gebiete besetzt und später Frankreich einverleibt. Die Durchführung der Säkularisation und damit das Ende des Kurstaates hat Maximilian Franz nicht mehr erlebt.

## Leben

### Frühe Jahre

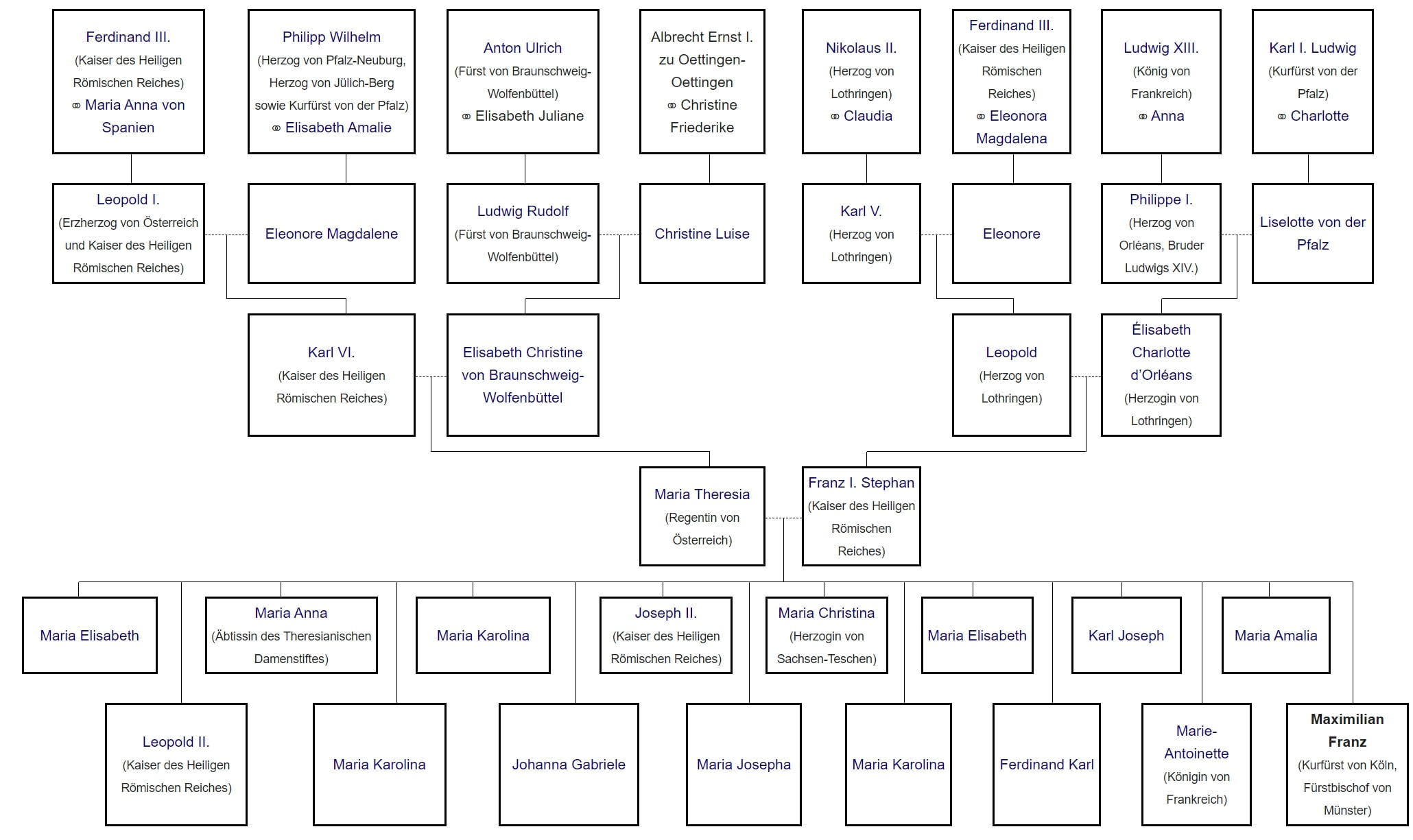
Stammbaum von Maximilian Franz

Max Franz, wie ihn seine Mutter nannte, war der jüngste Sohn des römisch-deutschen Kaisers Franz I. Stephan und dessen Ehefrau Maria Theresia von Österreich und Ungarn und wurde am 48. Geburtstag seines Vaters geboren. Er hatte fünfzehn Geschwister, zwei seiner älteren Brüder waren die Kaiser Joseph II. und Leopold II.
Bereits im Alter von neun Jahren starb der Vater, so dass seine Erziehung ganz in den Händen von Maria Theresia lag. Ursprünglich sollte er die ungarische Statthalterschaft übernehmen. Dafür erhielt er schon 1767 das Großkreuz des St. Stephanordens. Auch hat er das Land mehrfach besucht. Im Jahr 1777 verfasste er eine Denkschrift mit verschiedenen Reformvorschlägen. Auch sollte er seinem Onkel Karl Alexander von Lothringen als Hoch- und Deutschmeister des Deutschen Ordens nachfolgen. Im Alter von 13 Jahren, am 9. Juli 1770, wurde er von Karl Alexander von Lothringen in der Wiener Augustinerkirche zum Deutschordensritter geschlagen, nachdem er bereits am 3. Oktober 1769 zum Koadjutor des Hochmeisters gewählt worden war.
1774 unternahm er als Kavalierstour seine erste große Reise durch Deutschland, die Niederlande, Italien und Frankreich, wobei er auch den Orden und seine Mitglieder kennenlernte. In Folge seines Aufenthaltes am Hof von Versailles entwickelte er eine dauerhafte Abneigung gegen die Mentalität des französischen Adels. Anlässlich seines Aufenthalts in Salzburg schuf Mozart ihm zu Ehren die Oper Il re pastore. Da seine Mutter ihn zum Generalstatthalter von Ungarn machen wollte, erhielt er Unterricht im Kriegsfach und unterzog sich in Ungarn einer harten militärischen Ausbildung. Während des kurzen Feldzugs im Bayerischen Erbfolgekrieg begleitete er seinen Bruder Joseph II., der seine Fähigkeiten lobte. Allerdings erkrankte er so schwer, dass jeder Gedanke an einen militärischen Beruf wieder aufgegeben werden musste. Geschwulste an beiden Beinen mussten operativ entfernt werden. Die Tatsache, dass er militärischen Aufgaben nicht gewachsen war, bedeutete auch das Ende der Statthalterpläne.

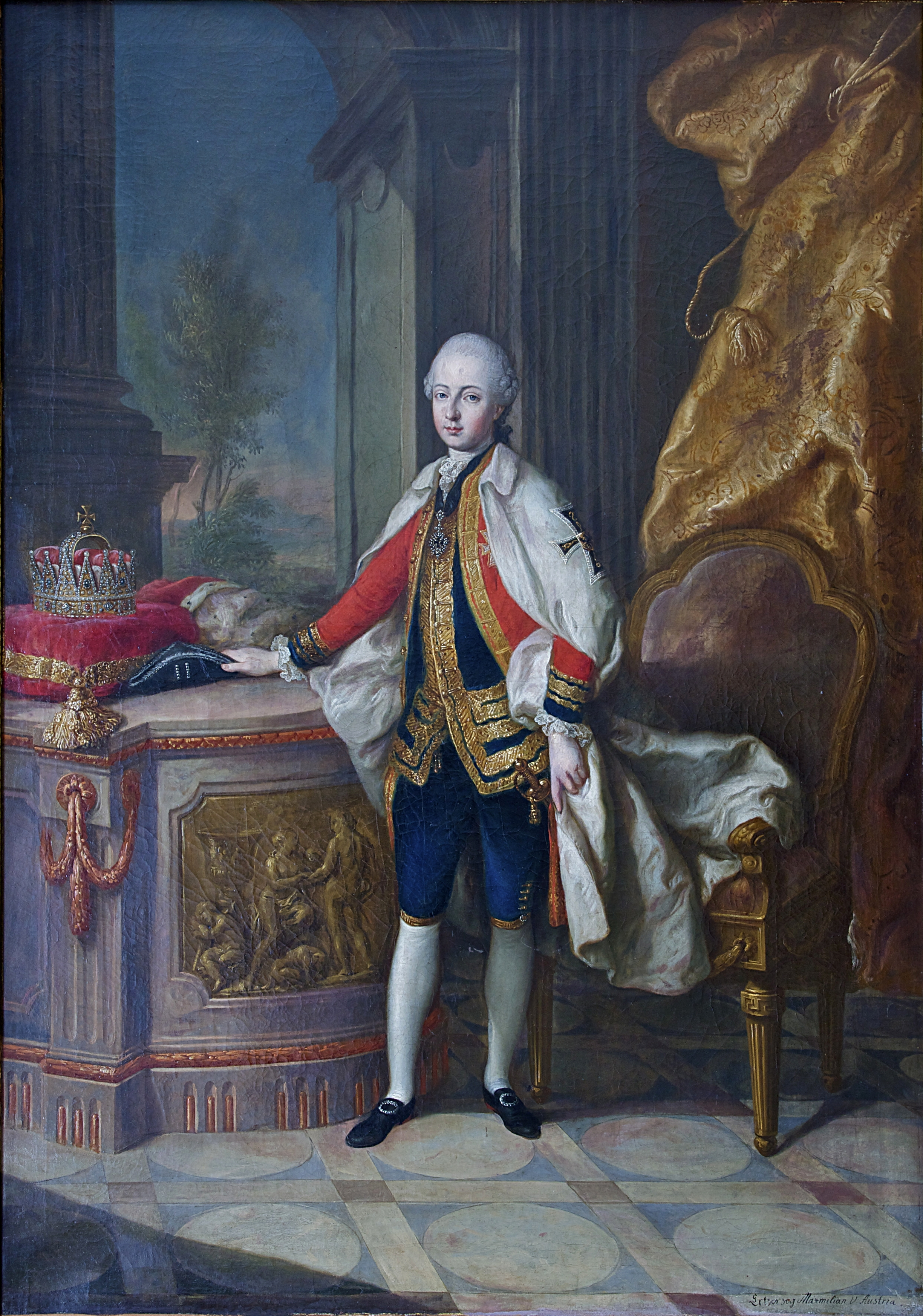
Maximilian Franz, als Hochmeister des Deutschen Ordens, Château de Versailles

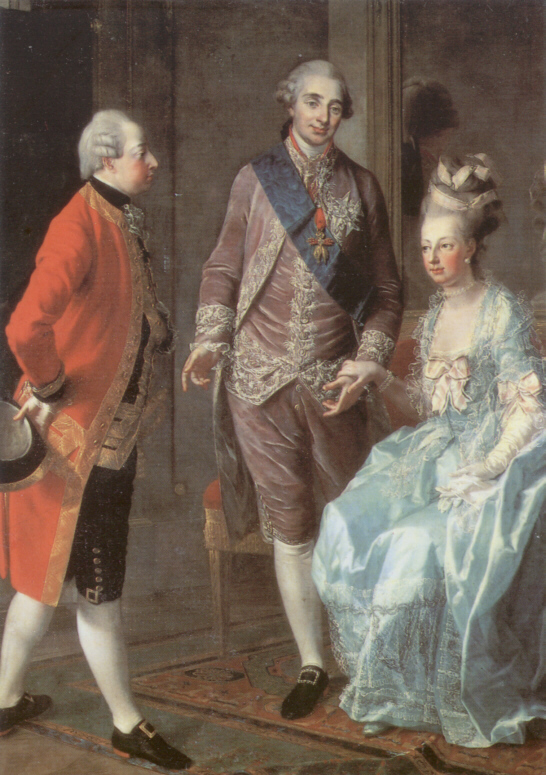
Maximilian Franz von Österreich (links), seine Schwester Marie-Antoinette und deren Ehemann König Ludwig XVI. von Frankreich

### Koadjutorwahl in Köln und Münster
Maria Theresia hatte anfangs noch keine Pläne gehabt, Maximilian Franz die Kölner Erzbischofswürde zu verschaffen. Wenzel Anton von Kaunitz-Rietberg argumentierte mit Erfolg, dass eine habsburgische Sekundogenitur in Kurköln ein gewisses Gegengewicht gegen den preußischen Einfluss in Nordwestdeutschland bilden könnte. Daraufhin bestimmte Maria Theresia gegen den Willen von Maximilian Franz, dass dieser in den geistlichen Stand eintreten sollte. Sie wollte sich um den Erzbischofssitz in Köln und den Bischofssitz in Münster bemühen. Nur widerwillig stimmte Maximilian Franz dem zu. Die Pläne stießen auf Entgegenkommen beim kurkölnischen Premierminister und Ordensritter Caspar Anton von Belderbusch. Gegen die Kandidatur eines Habsburgers in Nordwestdeutschland waren sowohl Preußen wie auch die Niederlande. Auch der münstersche Staatsminister Franz von Fürstenberg, der selbst das Amt des Bischofs von Münster anstrebte, war gegen eine Kandidatur von Maximilian Franz. Dagegen zog der zur Kandidatur aufgeforderte Münsteraner Domdechant Ernst Konstantin von Droste zu Hülshoff (Domherr, 1736), dessen Bruder Stellvertreter von Belderbusch war, seine Kandidatur zurück.
Maria Theresia gelang es schließlich jedoch auch, den Kölner Erzbischof Maximilian Friedrich davon zu überzeugen, ihren Sohn als Koadjutor anzunehmen. Dazu erhielt dieser eine beträchtliche lebenslange Geldrente und auch Belderbusch bekam große Geldsummen. Dessen Neffen wurde zudem der Grafentitel verliehen. Auch die Domherren wurden mit den üblichen „Geschenken“ bedacht.
Von Bedeutung war, dass sich Ludwig XVI. für seinen Schwager Max Franz, den Bruder seiner Frau Marie-Antoinette, aussprach. Dies machte Eindruck auf die europäischen Mächte und ließ ein drohendes Schreiben Preußens wirkungslos werden. Der Brief trieb die noch unentschlossenen Kölner Domherren auf die Seite von Maximilian Franz. Am 7. August 1780 wurde er einstimmig zum Koadjutor in Köln und am 16. August 1780 zum Koadjutor in Münster gewählt.
Am 9. Juli 1780 erteilte ihm der Wiener Nuntius Giuseppe Garampi in der Wiener Hofkapelle die Tonsur und am 1. August 1780 auch die niederen Weihen. Vom Empfang der höheren Weihen hatte ihn der Papst für die folgenden fünf Jahre zunächst dispensiert. Hatte Max Franz anfänglich auch eine Abneigung gegen den geistlichen Stand, so wich diese doch zunehmend, zumal er sich nun mit theologischen Studien befasste.
Mit dem Tode seines Onkels wurde Max Franz in Mergentheim am 25. Oktober 1780 als Hochmeister des Deutschen Ordens inthronisiert. Die Leitung des Ordens und die Regierung des kleinen und zersplitterten Ordensgebietes machten ihn mit der praktischen Regierungsarbeit vertraut, wobei er seit 1783 tatkräftig von seinem Statthalter in Mergentheim Graf Christian zu Erbach-Schönberg unterstützt wurde. Er erwies sich als pflichtbewusster Administrator, der Reformen etwa in der Justiz, im Schulwesen und im kirchlichen Bereich veranlasste.

### Kurfürst von Köln und Fürstbischof von Münster

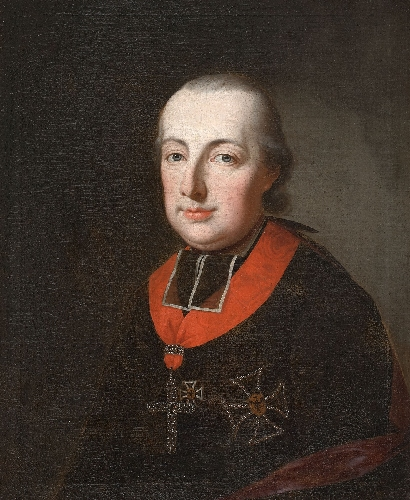
Maximilian Franz von Österreich in schwarzer Soutane mit diamantbesetztem Pektorale und dem Abzeichen des Deutschen Ordens. (Deutsche Schule, 2. Hälfte des 18. Jahrhunderts. Öl auf Leinwand.)

Nachdem er im Frühjahr 1783 Papst Pius VI. in Rom besucht hatte, wurde er durch den Tod des regierenden Bischofs Maximilian Friedrich von Königsegg-Rothenfels am 21. April 1784 neuer Erzbischof-Kurfürst von Köln und Fürstbischof von Münster. Am 27. April 1784 traf er in seiner neuen Residenzstadt Bonn ein und übernahm die Regierungsgeschäfte seiner Bistümer. Nachdem er sich im November für drei Wochen in das Kölner Priesterseminar zurückgezogen hatte, empfing er am 8. Dezember 1784 durch den Kölner Nuntius Giuseppe Bellisomi die Weihe zum Subdiakon, am 16. Dezember die Weihe zum Diakon und am 21. Dezember die Priesterweihe. Nachdem er in der Weihnacht 1784 seine Primizmesse gefeiert hatte, wurde er am 8. Mai 1785 im Bonner Münster durch den Erzbischof von Trier, Clemens Wenzeslaus von Sachsen, zum Bischof geweiht.
Max Franz sah sich entsprechend seinen aufgeklärten Überzeugungen als ersten Diener seines Staates. Das fand seinen Ausdruck darin, dass er seine Fürstentümer tatsächlich selbst regierte.
Obwohl der gläubige Katholik Maximilian Franz die geistliche Laufbahn nicht aus Berufung eingeschlagen hatte, nahm er als Bischof seine Amtspflichten im Gegensatz zu einigen seiner Vorgänger ernst. Er zelebrierte mehrmals in der Woche die Messe, machte von seinem Weiherecht regen Gebrauch und beteiligte sich an kirchlichen Festlichkeiten wie der Fronleichnamsprozession. Er reiste durch sein Bistum und nahm Kirchweihen und Firmungen vor. Seine Vorgänger hatten diese Aufgaben meist den Weihbischöfen überlassen und diese waren gar nicht in der Lage gewesen, in alle Teile des Bistums zu reisen. Erzbischöfliche Firmungen entwickelten sich unter Maximilian Franz zu Massenveranstaltungen. Anlässlich seines Besuches auf dem Landtag des Herzogtums Westfalen spendete er in Arnsberg und danach in Brilon, dem Kloster Grafschaft und Olpe innerhalb weniger Tage über 27.000 Personen die Firmung. Ähnliches geschah in der Folge 1787 und 1788 mit ähnlich hohen Zahlen im rheinischen Teil der Diözese und erneut 1793 im Herzogtum Westfalen.
Auch in seinem Auftreten unterschied er sich von seinen Vorgängern. So trat er stets bescheiden und schlicht gekleidet auf. Er wirkte auf seine Umgebung wie ein Dorfvikar. In Bonn wunderte man sich, dass der Kurfürst sich in einem schlichten grauen Überrock allein auf den Straßen sehen ließ und Audienzen in einem altschwarzen Röckelchen gab. Er bewegte sich auch unter einfachen Leuten und sprach mit jedermann. Dieses Verhalten ähnelt dem seines Bruders Joseph, der die Ausgaben des Wiener Hofes verringerte und zur allgemeinen Sparsamkeit aufforderte. Statt im Kurfürstlichen Schloss in Bonn lebte er im vergleichsweise bescheidenen Vorgängerbau des späteren Oberbergamt Bonn. In Münster, wo er sich ohnehin nur selten aufhielt, bewohnte er ebenfalls nicht das Fürstbischöfliche Schloss, sondern ein kleines Haus auf dem Domhof. Im Bistum Münster war er wegen seiner Leutseligkeit und Hilfsbereitschaft in der Bevölkerung beliebt und galt als Freund des Volkes. Dagegen war sein Ansehen beim überwiegend konservativen Adel begrenzt.
Max Franz verstand es durchaus zu repräsentieren. So entstand während seiner Regierungszeit die Redoute in Bonn als Vergnügungsgebäude. Großen repräsentativen Aufwand ließ er bei den dreitägigen Einweihungsfeiern der Bonner Universität walten. Aber ein aufwendiges Hofleben mit zahlreichen Festlichkeiten wie etwa noch unter Clemens August von Bayern gab es nicht mehr. Die ihm von Zeitgenossen und im Rückblick zugeschriebenen Beziehungen zu Frauen hat es nicht gegeben. Er entspannte sich bei Spaziergängen oder bei musikalischen Unterhaltungen. Dabei hat er gelegentlich auch selbst musiziert. Zu seinen eher negativen Eigenschaften gehörte das tiefe Misstrauen gegenüber jedermann, was auch zu Ungerechtigkeiten seinem jeweiligen Gegenüber etwa in Form von abfälligen oder spöttischen Bemerkungen führte.

### Reformpolitik
Maximilian Franz war sehr stark von den Ideen der Aufklärung geprägt und bemühte sich darum, seine geistlichen Fürstentümer nach aufgeklärten Vorstellungen zu reformieren.
Der neue Kurfürst hat den Kurs der Regierung weitgehend selbst bestimmt. Die eigentlichen Entscheidungen fielen im Kabinett, während die große Staatskonferenz an Bedeutung verlor. Im Sinne einer aufgeklärten Reformpolitik wirkte als Staatsminister Johann Christian von Waldenfels. Dieser konnte aber nicht den Einfluss ausüben, wie dies Belderbusch unter dem alten Kurfürsten getan hatte. Er musste diesen mit dem bisherigen Landdrost im Herzogtum Westfalen Franz Wilhelm von Spiegel teilen, der Hofkammerpräsident, Oberbaudirektor und Präsident der Bonner Akademie wurde. Dieser machte sich verdient um die Sanierung der Staatsfinanzen und betrieb eine Reform der Bildungspolitik. Dessen Vorgehen ging dem Erzbischof aber teilweise zu weit. Die Kritik an Spiegel macht auch die eigene Position von Maximilian Franz deutlich: „Wir wären im katholischen Deutschland der Aufklärung viele näher gekommen, wenn man mit Vorsicht und Menschenkenntnis stufenweis zu Werke gegangen und nicht alles auf einmal hätte erstürmen wollen. Tief eingewurzelte Vorurteile müssen zuerst untergraben und sodann gehoben, nicht aber mit einmal ausgerissen werden, sonst läuft man Gefahr, eine gefährliche Wunde zu schlagen.“
In die inneren Angelegenheiten des Hochstifts Münster mischte er sich kaum ein. Er vertraute darauf, dass die Reformen von Franz von Fürstenberg und anderen Funktionsträgern fortgesetzt würden.

#### Bildungspolitik

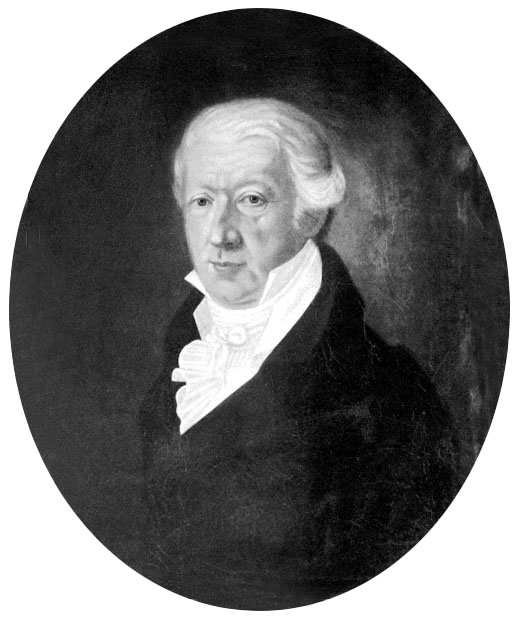
Franz Wilhelm von Spiegel war zeitweise für die Finanzpolitik und vor allem für die Bildungsreformen im Kurstaat zuständig

Ein Schwerpunkt der Reformen war das Bildungswesen. Die Basis sollte die Einrichtung oder Verbesserung der Volksschulen sein. Zur Ausbildung der Lehrer wurden Normalschulen gegründet. Vorbilder gab es seit 1783 bereits in Münster und seit 1784 in Mergentheim. Die Lehrer hatten sich vor der Einstellung einer Prüfung zu unterziehen. Im kurkölnischen Herzogtum Westfalen war Friedrich Adolf Sauer dabei die treibende Kraft. In diesen Zusammenhang gehört auch die Gründung von Industrieschulen, in denen den Zöglingen neben Lesen und Schreiben auch praktische Fähigkeiten vermittelt wurden. Auch versuchte der Kurfürst die Schulpflicht durchzusetzen. Zur materiellen Besserstellung der Schulen wurden für den rheinischen und westfälischen Teil des Kurstaates Schulfonds eingerichtet. Ausgehend vom Elementarschulwesen war auch die Reform der Universitäten und Gymnasien vorgesehen. Dabei wurde das Schulwesen der staatlichen Verwaltung (Schulkommission) unterstellt. Ihr Leiter war Franz Oberthür. Eine für alle Schulen verbindliche Schulordnung von 1799 konnte kriegsbedingt nur im Vest Recklinghausen und im Herzogtum Westfalen in Kraft treten. Bisher von Orden getragene Gymnasien wie etwa das Gymnasium Laurentianum in Arnsberg wurde staatlich. Ebenso sollten die Hochschulen staatliche Anstalten werden. Sie sollten sowohl Forschung betreiben, wie auch Angehörige der höheren öffentlichen Berufe ausbilden.
Von besonderer Bedeutung war Max Franz’ Auseinandersetzung mit der Universität zu Köln. Diese war nur wenig von der Aufklärung beeinflusst worden und vertrat daher oft antiaufklärerische Ideen. Da aber die Beamten des Kurfürstentums Köln und die Priester des Erzbistums Köln bisher dort studiert hatten, förderte er die neue Universität in Bonn, deren Gründung das letzte Werk seines Vorgängers Max Friedrich gewesen war und die nun stark von den neuen Ideen geprägt werden sollte.

#### Kirchenpolitik
Orientiert am absolutistischen Staatsgedanken versuchte Maximilian Franz im kirchlichen Bereich die erzbischöfliche Autorität und Jurisdiktion zu stärken. Gegenkräfte waren außerhalb des Kurstaates die Regierungen der weltlichen Territorien, aber auch die traditionellen Exemtionen und die verschiedenen kirchlichen Zwischengewalten. Gegenüber den benachbarten Landesherren blieb sein Vorgehen gemäßigt. Anders sah es hinsichtlich der päpstlichen Nuntiatur in Köln aus.
Die päpstlichen Nuntien von Köln mischten sich schon lange Zeit in die Belange des Erzbistums ein und wurden so zu einer Konkurrenz für den Kurfürsten. Den Konflikt verschärfte die Gründung einer Nuntiatur in München, zuständig für alle wittelsbachischen Gebiete und damit auch für die Besitzungen von Jülich-Berg, die 1777 in Kurpfalz-Bayern aufgegangen waren, geistlich jedoch dem Erzbistum Köln angehörten. Dem setzte Maximilian Franz Widerstand entgegen und zielte darauf ab, die Rechte aller Nuntiaturen zu beseitigen. Er erreichte den Erlass eines gegen die Nuntien gerichteten Schreibens des Kaisers. Max Franz verbot dem Nuntius von Köln die Ausübung seiner Vollmachten und schloss sich der Opposition der deutschen Erzbischöfe gegen den Papst und seine Nuntien (Emser Kongress) an. Weitergehenden Vorstellungen etwa des Mainzer Erzbischof verweigerte sich Maximilian Franz jedoch. Es kam bis zu seinem Tod zu keiner Lösung des Nuntiaturstreits, in den sich die Kölner Universität auf der Seite des Nuntius einmischte.
Da er die Bettelorden als unzeitgemäß und parasitär ansah, verhängte er ein Verbot der Neuaufnahme von Mitgliedern über sie. Ein Ziel war es, den einen gebildeten und auf seine Pflichten bedachten Seelsorgeklerus zu schaffen, um so das Volk religiös und sittlich zu heben. Dazu dienten die Förderung des systematischen theologischen Studiums, die Sorge und Predigt und Katechese, ein volksnaher Gottesdienst und die Bereinigung des Volksglaubens um Aberglauben und Missbräuche.
Trotz der Reformbereitschaft auch im kirchlichen Bereich blieb er dem System der Reichskirche verpflichtet. Bei einer denkbaren Säkularisation des Kurstaates im Zusammenhang mit den Koalitionskriegen war er nicht bereit, als weltlicher Herrscher im Amt zu bleiben. Ebenso war er nicht bereit, sein Bischofsamt unter einem anderen Landesherren fortzuführen.

#### Rechts-, Wirtschafts- und Sozialpolitik
Maximilian Franz bemühte sich darum, das Justizwesen (das bis dahin durch einen unklaren Instanzenzug geprägt war) zu vereinfachen und Gerichtsverhandlungen zu beschleunigen. So wurde 1786 in Bonn ein Oberappellationsgericht gegründet. Appellationen an auswärtige Gerichte und insbesondere an die Nuntiatur wurden damit weitgehend überflüssig. Auch gab es Bemühungen, die Dauer der einzelnen Fälle zu beschleunigen. Außerdem wurde die Folter fast gänzlich abgeschafft. Die Regierung des Nebenlandes Herzogtum Westfalen wurde 1787 der Hofkammer in Bonn unterstellt. Versucht wurde auch, oligarchischen Auswüchsen in den Städten entgegenzuwirken. Insgesamt aber respektierte der Kurfürst die Rechte von Landständen und dem Kölner Domkapitel. Obwohl Graf Spiegel als Hofkammerpräsident eine beträchtliche Erhöhung der Staatseinnahmen gelang, scheiterten tiefgreifende Finanzreformen am Widerstand der Landstände.
Im Gegensatz zu den Maßnahmen in der Kultur- und Rechtspolitik blieben Veränderungen in der Wirtschafts-, Agrar- und Wohlfahrtspolitik begrenzt oder in den Anfängen stecken. Dennoch gab es durchaus einige bemerkenswerte Ansätze. So wurde 1784 das Feuerwehrwesen durch eine Feuer- und Löschordnung geregelt. Gegen den Raubbau an den Wäldern wurden verschiedene Waldschutzverordnungen erlassen. Eine letzte wurde 1789 erlassen. Im Jahr 1791 wurden alle Fabriken und Manufakturen (zumindest im Herzogtum Westfalen) vom Zunftzwang befreit.
Die Auswirkungen der Französischen Revolution zeigten sich an Bestimmungen zur Aufnahme von Emigranten. Im Jahr 1794 wurden Vorbereitungen zur Aushebung von Rekruten getroffen. Gegen Aufwiegler und Ruhestörer sollte energisch vorgegangen werden.
Auch als er schon vor den heranrückenden Franzosen fliehen musste, erließ Maximilian Franz für den Rest seiner Gebiete Bestimmungen unter anderem zum Elementarschulwesen.

#### Grenzen der Reformen
Bei allen seinen Reformen war er im Gegensatz zu seinem Bruder Joseph II. darum bemüht, radikale Maßnahmen zu vermeiden. Dadurch wollte er es nicht (wie im Herrschaftsbereich Josephs) zu einem Aufstand des Volks gegen die aufgeklärte Reformpolitik kommen lassen. Viele seiner Reformen wurden nicht vollendet, weil er davor zurückschreckte, althergebrachte Rechte von Klöstern, Stiften und Ständen aufzuheben. So konnte das Bonner Stift seine Jurisdiktionsrechte im Süden des Kurfürstentums Köln verteidigen. Das verhinderte den Aufbau einer einheitlichen Gerichtsbarkeit mit klarem Instanzenzug.

### Außenpolitik
Maximilian Franz folgte in der Außenpolitik den Interessen seiner Territorien und denen des Reiches. Im Gegensatz zu den Wittelsbachern vor ihm spielte die Stärkung des eigenen Hauses keine nennenswerte Rolle. Dennoch hat die Loyalität gegenüber seinem Bruder Joseph II. seinen außenpolitischen Handlungsspielraum eingeengt. Maximilian Franz lehnte 1784 gleichwohl die vom Kaiser betriebenen Pläne, die österreichischen Niederlande gegen Bayern zu tauschen, ab. Ebenso kritisch stand er der Diözesanpolitik in den österreichischen Erblanden gegenüber, weil diese das Episkopat gegen den Kaiser aufbrachte. Als Joseph II. seine Position im Nuntiaturstreit nicht weiter unterstützte, drohte er mit der Hinwendung zum preußisch dominierten Fürstenbund. Nach dem Tod Josephs II. war sein politischer Spielraum größer. Ihm glückte es, in die kaiserlichen Wahlkapitulationen von 1790 und 1792 die Ablehnung der Nuntiaturen einbringen zu lassen. Im Zusammenhang mit der Lütticher Revolution gelang es ihm, das preußische Agieren als Unterstützung der Revolutionäre erscheinen zu lassen. Damit hat er die Berliner Reputation im Reich stark geschwächt. Zusammen mit dem Kurfürstentum Hannover und Kurmainz war er bestrebt, ein „Drittes Deutschland“ zwischen Österreich und Preußen zu schaffen. Dazu kam es jedoch nicht mehr.

### Französische Revolution
Obwohl Maximilian Franz das Schicksal seiner Schwester Marie-Antoinette bedauerte, lehnte er einen Reichskrieg gegen das revolutionäre Frankreich ab, weil er dies als Einmischung in die inneren Angelegenheiten ansah. Auf der anderen Seite war er als Erzbischof und als Hochmeister des Deutschen Ordens von der französischen revolutionären Politik im Elsass direkt betroffen und lehnte zum Missfallen von Leopold II. Kompromisse dort ab. Gegenüber den Emigranten aus Frankreich war er zurückhaltend und verbot im Gegensatz zu anderen deutschen Territorien die Bildung von Truppen der Exilanten. Trotz seiner Skepsis hinsichtlich eines Reichskrieges erfüllte er, als dieser 1793 ausbrach, bis 1799/1800 seine Verpflichtungen gemäß der Reichskriegsordnung.
Im Zuge des Ersten Koalitionskrieges musste Maximilian Franz vor der Bedrohung durch den Vormarsch der Franzosen im Dezember 1792 zeitweise Bonn verlassen. Er residierte in dieser Zeit in Münster. Nach kurzer Rückkehr nach Bonn musste der Kurfürst über den Rhein fliehen, als Anfang Oktober 1794 französische Truppen in die linksrheinischen Gebiete des Kurfürstentums Köln eindrangen. Da die Franzosen etwas später ebenfalls über den Rhein setzten, war der Erzbischof zum Ausweichen gezwungen und immer weiter in das Reich hinein zu fliehen. Anfangs residierte er in Dorsten, um einige Zeit später in die Deutschordensresidenz auf Schloss Mergentheim zu ziehen. Von dort wich er nach Leipzig aus.
In der Folgezeit annektierte Frankreich das linke Rheinufer. Die dadurch geschädigten deutschen Fürsten sollten rechtsrheinisch auf Kosten der geistlichen Fürsten entschädigt werden. Maximilian Franz kämpfte um den Erhalt seiner Fürstentümer. und versuchte insbesondere die Transferierung seiner Erzbischofs- und Kurfürstenwürde von dem nun französischen Köln nach Münster zu erreichen. Alle diese Bemühungen blieben letztendlich aber erfolglos: Mit dem Frieden von Basel 1795 wurde das Hochstift Münster unter die von Preußen geführte norddeutsche Neutralität gestellt. Im Frieden von Campo Formio erkannte Franz II. zum Missfallen von Maximilian Franz die französischen linksrheinischen Gebietsgewinne faktisch an.
Maximilian Franz versuchte Kontakt mit der Bevölkerung im Linksrheinischen zu halten, von wo es in erheblichen Maß Loyalitätsbekundungen gab. Zwar wurde auf dem Kongress von Rastatt 1798 beschlossen, dass die linksrheinischen Fürsten durch die Säkularisation der geistlichen Territorien entschädigt werden, doch die drei geistlichen Kurfürstentümer sollten nach dem Willen des Kaisers, wenn auch verändert, erhalten bleiben. Zu einer Einigung mit Preußen kam es in dieser Sache nicht.
Zeitweise brachten die anfänglichen Erfolge der Alliierten im Zweiten Koalitionskrieg noch einmal Hoffnungen für Maximilian Franz. Ihre Niederlage machte dem ein Ende. Im Frieden von Lunéville musste das Reich den Verlust der linksrheinischen Gebiete an Frankreich anerkennen und sich verpflichten, die dortigen ehemaligen Landesherren rechtsrheinisch zu entschädigen. Die daraus folgende Säkularisation erlebte Maximilian Franz nicht mehr.

### Mäzen Beethovens
Maximilian Franz war wie viele Habsburger musikalisch begabt und interessiert. Seit 1780 unterhielt er noch in Wien eine eigene Kapelle.
Max Franz von Köln war der erste bedeutende Mäzen von Ludwig van Beethoven, auch wenn er keine engere persönliche Beziehung zu ihm hatte. Er förderte den jungen Komponisten in Bonn, indem er ihn als Hoforganisten anstellte, und schickte ihn erstmals 1787 nach Wien, wo er sich von Januar bis März aufhielt und die Bekanntschaft Mozarts gemacht haben soll. Weiterhin vermittelte er die Bekanntschaft mit Joseph Haydn, der im November 1792 Beethovens Ausbildung übernahm, die vom Kurfürsten finanziert wurde. Als Dank wollte ihm Beethoven seine 1. Sinfonie widmen. Das dokumentiert Beethovens Brief an den Verleger Franz Anton Hoffmeister in Leipzig vom 22. oder 23. Juni 1801. Der überraschende Tod von Max Franz am 27. Juli 1801 machte diese Widmung jedoch hinfällig.

### Tod

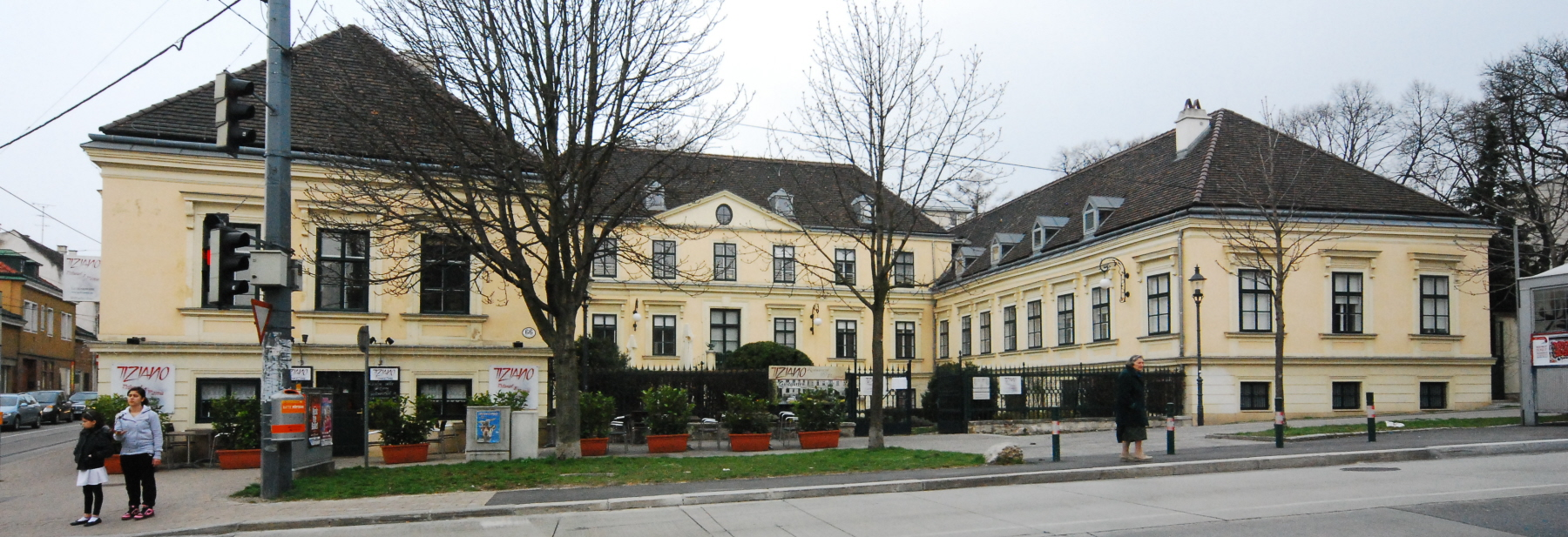
Sterbeort: Der Gall-Hof in Hetzendorf bei Wien

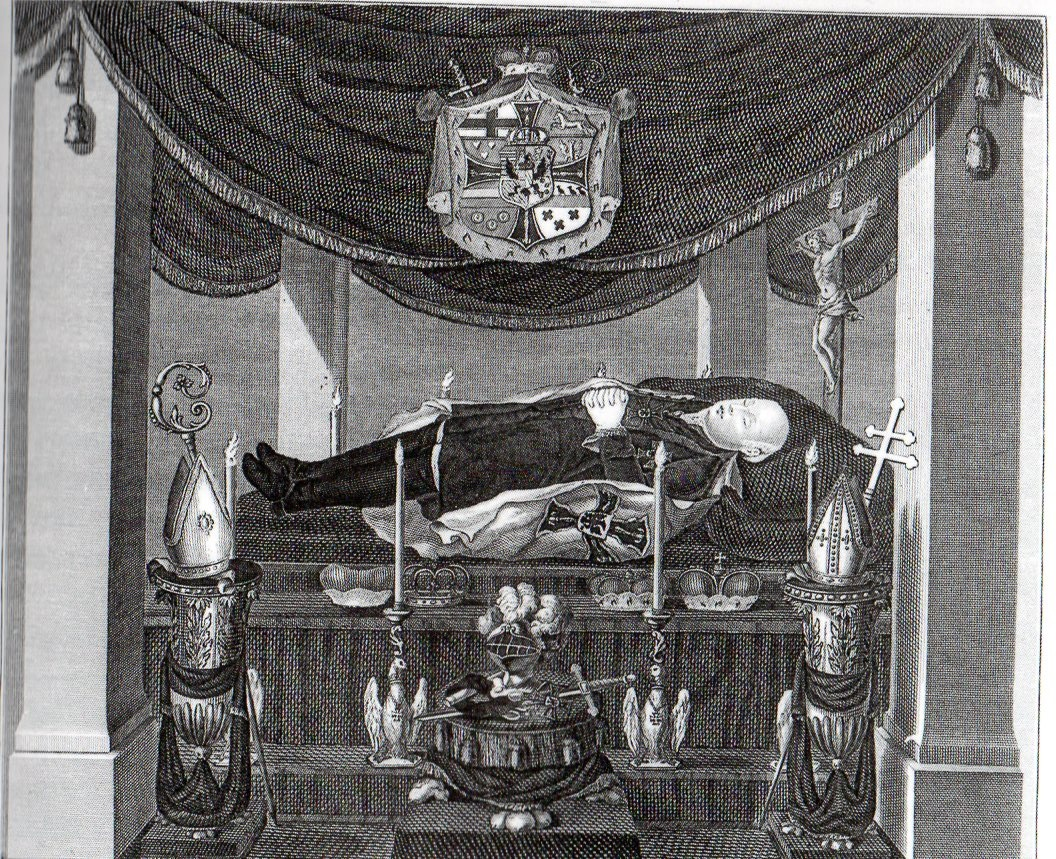
Kurfürst Maximilian Franz auf dem Katafalk unter Baldachin, mit Wappen und Insignien. Frontispiz zur gedruckten Leichenpredigt von Pfarrer Georg Peter Höpfner (Mergentheim) (Radierung und Kupferstich von Gebr. Klauber nach G. Gisser jun 1801)

Gegen Ende seines Lebens war Max Franz bettlägerig. Er litt unter Adipositas, Schlafsucht, Depressionen und Wassersucht. Er verstarb nach langer Krankheit verbittert in seinem letzten Exil-Wohnsitz, dem Gall-Hof des Grafen Seilern in der Schönbrunner Allee zu Hetzendorf bei Wien, gegenüber dem Schloss Hetzendorf, wo einst seine Großmutter Elisabeth Christine als Witwe gelebt hatte.
Er wurde in der Erbgrablege der Habsburger, der Kapuzinergruft, in Wien beigesetzt. Bei seinem Tod im Juli 1801 begann der Leichnam Max Franz’ infolge der großen Sommerhitze trotz Konservierungsmaßnahmen so rasch zu verfallen, dass man bei der Beisetzung nicht die Lieferung des künstlerisch gestalteten Metallsarkophags abwarten konnte, sondern den Holzsarg wegen der fortgeschrittenen Verwesung zunächst für mehrere Jahrzehnte in einer Mauernische der Gruft einmauern musste. Sein Sarg befindet sich heute in der sogenannten Neuen Gruft. Seine Herzurne befindet sich in der Herzgruft der Habsburger, seine Eingeweideurne in der Herzogsgruft. Max Franz gehört damit zu jenen 41 Personen, die eine „Getrennte Bestattung“ mit Aufteilung des Körpers auf alle drei traditionellen Wiener Begräbnisstätten der Habsburger (Kaisergruft, Herzgruft, Herzogsgruft) erhielten.

### Weitere Entwicklung
Nach seinem Tod kam es trotz der Wahl seines Neffen Anton Viktor von Österreich zum Fürstbischof durch das Münsteraner Domkapitel und vom nach Arnsberg geflüchteten Kölner Domkapitel zu einer 19-jährigen geistlichen Sedisvakanz. Das nunmehr französische Köln war Unterpräfektur des neuen Roer-Departements. Der Dom war einfache Pfarrkirche geworden und der für die Stadt zuständige (französische) Bischof saß wie der Präfekt in Aachen.
Max Franz war der letzte ausübende Kurfürst unter den Kölner Erzbischöfen und der letzte ausübende Fürstbischof von Münster. Ein 1803 auf Empfehlung (Hauptschluß) eines Sonderausschusses des Reichstages (einer außerordentlichen Reichsdeputation) verabschiedetes Gesetz des Heiligen Römischen Reiches löste alle Hochstifte sowie die beiden nach (den inzwischen völkerrechtlich französisch gewordenen) Köln und Trier benannten geistlichen Kurfürstentümer auf und verlegte gleichzeitig die nunmehr einzig verbleibende geistliche Kurwürde von Mainz nach Regensburg, allerdings unter geistlicher Abstufung auf bischöfliche Ebene.

## Vorfahren
| Ahnentafel Maximilian Franz von Österreich | Ahnentafel Maximilian Franz von Österreich                                                                 | Ahnentafel Maximilian Franz von Österreich                                                                 | Ahnentafel Maximilian Franz von Österreich                                                                 | Ahnentafel Maximilian Franz von Österreich                                                                 | Ahnentafel Maximilian Franz von Österreich                                                       | Ahnentafel Maximilian Franz von Österreich                                                       | Ahnentafel Maximilian Franz von Österreich                                                                             | Ahnentafel Maximilian Franz von Österreich                                                                      |
| ------------------------------------------ | --- | --- | --- | --- | ------------------------------------------------------------------------------------------------ | ------------------------------------------------------------------------------------------------ | --- | --- |
| Ururgroßeltern                             | Nikolaus Franz von Vaudémont (1609–1670) ⚭ 1634 Claudia von Lothringen (1612–1648)                         | Kaiser Ferdinand III. (1608–1657) ⚭ 1651 Eleonora von Mantua (1630–1686)                                   | König Ludwig XIII. (1601–1643) ⚭ 1615 Anna von Österreich (1601–1666)                                      | Kurfürst Karl I. Ludwig (1617–1680) ⚭ 1650 Charlotte von Hessen-Kassel (1627–1686)                         | Kaiser Ferdinand III. (1608–1657) ⚭ 1631 Maria Anna von Spanien (1606–1646)                      | Kurfürst Philipp Wilhelm (1615–1690) ⚭ 1653 Elisabeth Amalia von Hessen-Darmstadt (1635–1709)    | Fürst Anton Ulrich von Braunschweig-Wolfenbüttel (1633–1714) ⚭ 1656 Elisabeth Juliane von Holstein-Norburg (1634–1704) | Albrecht Ernst I. zu Oettingen (1642–1683) ⚭1665 Christine Friederike von Württemberg (1644–1674)               |
| Urgroßeltern                               | Herzog Karl V. Leopold (1643–1690) ⚭ 1678 Eleonore von Österreich (1653–1697)                              | Herzog Karl V. Leopold (1643–1690) ⚭ 1678 Eleonore von Österreich (1653–1697)                              | Philipp I. von Bourbon (1640–1701) ⚭ 1671 Elisabeth von der Pfalz (1652–1722)                              | Philipp I. von Bourbon (1640–1701) ⚭ 1671 Elisabeth von der Pfalz (1652–1722)                              | Kaiser Leopold I. (1640–1705) ⚭ 1676 Eleonore Magdalene von der Pfalz (1655–1720)                | Kaiser Leopold I. (1640–1705) ⚭ 1676 Eleonore Magdalene von der Pfalz (1655–1720)                | Herzog Ludwig Rudolf von Braunschweig-Wolfenbüttel (1671–1735) ⚭ 1690 Christine Luise von Oettingen (1671–1747)        | Herzog Ludwig Rudolf von Braunschweig-Wolfenbüttel (1671–1735) ⚭ 1690 Christine Luise von Oettingen (1671–1747) |
| Großeltern                                 | Herzog Leopold Joseph von Lothringen (1679–1729) ⚭ 1698 Élisabeth Charlotte de Bourbon-Orléans (1676–1744) | Herzog Leopold Joseph von Lothringen (1679–1729) ⚭ 1698 Élisabeth Charlotte de Bourbon-Orléans (1676–1744) | Herzog Leopold Joseph von Lothringen (1679–1729) ⚭ 1698 Élisabeth Charlotte de Bourbon-Orléans (1676–1744) | Herzog Leopold Joseph von Lothringen (1679–1729) ⚭ 1698 Élisabeth Charlotte de Bourbon-Orléans (1676–1744) | Kaiser Karl VI. (1685–1740) ⚭ 1708 Elisabeth Christine von Braunschweig-Wolfenbüttel (1691–1750) | Kaiser Karl VI. (1685–1740) ⚭ 1708 Elisabeth Christine von Braunschweig-Wolfenbüttel (1691–1750) | Kaiser Karl VI. (1685–1740) ⚭ 1708 Elisabeth Christine von Braunschweig-Wolfenbüttel (1691–1750)                       | Kaiser Karl VI. (1685–1740) ⚭ 1708 Elisabeth Christine von Braunschweig-Wolfenbüttel (1691–1750)                |
| Eltern                                     | Kaiser Franz I. Stephan (1708–1765) ⚭ 1736 Maria Theresia (1717–1780)                                      | Kaiser Franz I. Stephan (1708–1765) ⚭ 1736 Maria Theresia (1717–1780)                                      | Kaiser Franz I. Stephan (1708–1765) ⚭ 1736 Maria Theresia (1717–1780)                                      | Kaiser Franz I. Stephan (1708–1765) ⚭ 1736 Maria Theresia (1717–1780)                                      | Kaiser Franz I. Stephan (1708–1765) ⚭ 1736 Maria Theresia (1717–1780)                            | Kaiser Franz I. Stephan (1708–1765) ⚭ 1736 Maria Theresia (1717–1780)                            | Kaiser Franz I. Stephan (1708–1765) ⚭ 1736 Maria Theresia (1717–1780)                                                  | Kaiser Franz I. Stephan (1708–1765) ⚭ 1736 Maria Theresia (1717–1780)                                           |
| Maximilian Franz von Österreich            | | | | |                                                                                                  |                                                                                                  | | |

## Werke
- Verordnung oder Hirtenbrief bei Gelegenheit der Nuntiaturstreitigkeiten Ihro des H. Churfürsten und Erzbischofs von Kölln Churfürstlichen Durchlaucht etc. etc. : mit histor., theol. u. krit. Anm. ; aus d. Franz. übers. 1788 (Digitalisierte Ausgabe der Universitäts- und Landesbibliothek Düsseldorf)